# Stade de football de Saviniemi
Le stade de football de Saviniemi (en finnois : Saviniemen jalkapallostadion) ou KSOY Stadion est un stade de football situé dans le quartier Myllykoski  de Kouvola en Finlande.

## Présentation
Construit en 1995, le stade polyvalent est actuellement utilisé principalement pour les matchs de football et il est la résidence de l'équipe Myllykosken Pallo-47 (MYPA). 
Conformément aux recommandations de l'Union des associations européennes de football, le terrain mesure 68 × 105 m et il peut recevoir 4 167 spectateurs dont 3 004 abrités. 
Il a accueilli plusieurs matchs de qualification de la Ligue Europa, dont trois lors du tournoi 2010-11 lorsque la MYPA a été éliminée au 3e tour de qualification par le Fotbal Club Politehnica Timișoara.

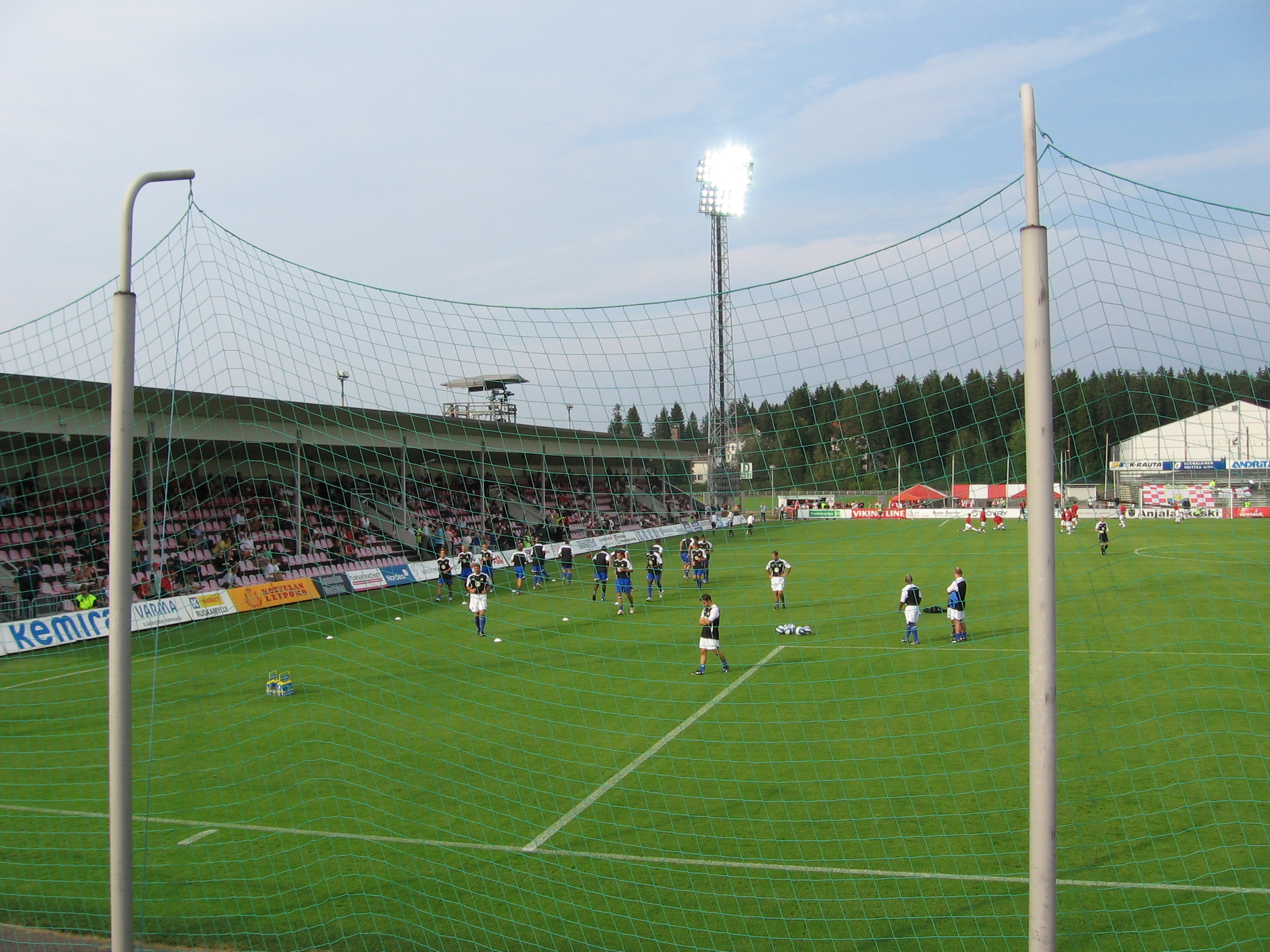
Coupe UEFA match Myllykosken Pallo – Blackburn Rovers FC.